# Osmunda ramosa
Osmunda ramosa là một loài dương xỉ trong họ Osmundaceae. Loài này được Roth mô tả khoa học đầu tiên năm 1788.
Danh pháp khoa học của loài này chưa được làm sáng tỏ. 